# Місія неможлива: Протокол «Фантом»
«Місія неможлива: Протокол „Фантом“» (англ. Mission: Impossible – Ghost Protocol) — американський шпигунський бойовик 2011 року, знятий режисером Бредом Бердом. Продовження фільму «Місія неможлива 3» та четвертий фільм у серії фільмів «Місія неможлива».
Прем'єра стрічки в США відбулася 16 грудня 2011 року. В український широкий фільм вийшов прокат 15 грудня 2011 року.

## Сюжет
Агент Ітон Гант тікає з російської в'язниці, де утримувався під ім'ям Сергій Іванов. У Москві він отримує нове завдання. Терорист, відомий під кличкою Кобальт, збирається проникнути в Кремль і забрати своє досьє з секретного архіву. Шведський професор Курт Гендрікс (він же Кобальт) проповідує божевільну ідею про те, що чергова світова війна піде тільки на користь людству. Ганту не вдається зупинити ворога, метою якого є також ядерна валізка. Замітаючи сліди, Кобальт спричиняє потужний вибух Спаської вежі Кремля, що забрав сотні людських життів. Звинувачення у вибуху та крадіжці ядерної валізки падає на команду Ганта. Він і його люди залишаються без підтримки й повинні зупинити ядерну катастрофу. Переслідує Ітана російський спецагент Сидоров, що ускладнює його й без того нелегке завдання.
Команда продовжує переслідувати Кобальта в Дубаї, в готелі Бурдж-Халіфа, де той викуповує коди доступу до запуску ракет. Гант дозволяє передати коди терористові, розраховуючи затримати його відразу після угоди, проте операція зривається. Тепер єдиний шанс зупинити Кобальта — не дати йому дістатися до військового супутника, з якого транслюються команди на російський підводний човен К-506. Для цього Ганту і його людям доводеться вирушити до Мумбаї і в ході ризикованої операції отримати доступ до супутника. Однак пуск ракети вже відбувся. І лише в останні секунди команді Ганта вдається ввести код скасування вибуху, то ж ядерна боєголовка падає, не завдавши шкоди, неподалік із Сан-Франциско.
У Ганта тепер інша команда. Її новий член, Вільям Брандт, який сильно переживав через свою ймовірну причетність у минулому до загибелі дружини Ітона, дізнається від нього про те, що вона жива. Команда вирушає на нове завдання.

## У ролях
- Том Круз — Ітон Гант
- Саймон Пегг — Бенджі Данн
- Паула Паттон — Джейн Картер
- Джеремі Реннер — Вільям Брандт
- Мікаел Нюквіст — Кобальт (Курт Гендрікс)
- Леа Сейду — Сабін Моро
- Аніл Капур — Брідж Нат
- Володимир Машков — Агент Сідоров
- Вінг Реймс — Лютер Стікелл
- Джош Голловей — Агент Ханувей